# Playlist
Playlist är det fjärde studioalbumet och det andra albumet på engelska av artisten och låtskrivaren Benjamin Ingrosso. Albumet släpptes den 17 juni 2022, fyra år efter Ingrossos debutalbum Identification. Ingrosso släppte flera singlar innan albumet till slut släpptes. Låtarna "Queens" och bonuslåten "Afterlife" släpptes den 15 april 2022 då Ingrosso spelade Queens på sin spelning på Fållan i Stockholm den 8 april samma år. Tillsammans med DJ:n Hugel släpptes "Black and Blue" den 20 maj och sen släpptes "Dancing on a Sunny Day" den 10 juni innan albumet kom.

## Låtlista
| Nr.         | Titel                       | Låtskrivare                                                                                                 | Längd |
| ----------- | --------------------------- | --- | ----- |
| 1.          | "Happy Birthday"            | - Benjamin Ingrosso - Robert Habolin - Christopher Nissen                                                   | 2:25  |
| 2.          | "Bullet"                    | - Ingrosso - Markus Sepehrmanesh - Thomas Troelsen                                                          | 3:23  |
| 3.          | "Dance for Me"              | - Ingrosso - Louis Schoorl - Linnea Södahl                                                                  | 3:05  |
| 4.          | "Rewind It"                 | - Ingrosso - Jonas Becker - Kaci Brown - Timofei Crudo - Sam Gray                                           | 2:27  |
| 5.          | "Dancing On a Sunny Day"    | - Ingrosso - Petter Alfredsson - Aron Bergerwall - William Forsling - Koda - Louise Lindberg - Sepehrmanesh | 2:56  |
| 6.          | "Me Without You"            | - Ingrosso - Habolin                                                                                        | 3:12  |
| 7.          | "Don't Leave Me Hanging"    | - Ingrosso - Sebastian Atas - Sepehrmanesh                                                                  | 3:17  |
| 8.          | "Loser"                     | - Ingrosso - Lindberg - Victor Rådström - Argin Rahmani                                                     | 3:19  |
| 9.          | "Heart of Glass"            | - Ingrosso - Hampus Lindvall - Södahl                                                                       | 3:15  |
| 10.         | "Queens"                    | - Ingrosso - Amanda Cygnaeus - Madelene Eliasson                                                            | 2:57  |
| 11.         | "Afterlife"                 | - Ingrosso - Sepehrmanesh - Jacob Werner                                                                    | 3:42  |
| 12.         | "Can Somebody Find Her?"    | - Ingrosso - Amanda Kongshaug - Werner                                                                      | 3:02  |
| 13.         | "These Are the Times"       | - Ingrosso - Lindberg - Rådström                                                                            | 2:46  |
| 14.         | "Black & Blue" (feat Hugel) | - Ingrosso - Rachel Boerner - Loris Cimino - Florent Hugel - Maximilian Riehl                               | 2:28  |
| Totallängd: | Totallängd:                 | Totallängd:                                                                                                 | 42:22 |